# Phonognatha tanyodon
Espèce
Phonognatha tanyodon est une espèce d'araignées aranéomorphes de la famille des Araneidae.

## Distribution
Cette espèce est endémique d'Australie. Elle se rencontre dans l'Est de la Nouvelle-Galles du Sud et dans le Sud-Est du Queensland.

## Description
Le mâle holotype mesure 5,03 mm et la femelle paratype 8,52 mm, les mâles mesurent de 4,16 à 6,10 mm et les femelles de 7,48 à 9,56 mm.

## Systématique et taxinomie
Cette espèce a été décrite par Kallal et Hormiga en 2018.

## Publication originale
- Kallal & Hormiga, 2018 : « Systematics, phylogeny and biogeography of the Australasian leaf-curling orb-weaving spiders (Araneae: Araneidae: Zygiellinae), with a comparative analysis of retreat evolution. » Zoological Journal of the Linnean Society, vol. 184, no 4, p. 1055-1141.